# Anna-Lena Forster
Anna-Lena Forster est une skieuse handisport allemande, née le 15 juin 1995 à Radolfzell am Bodensee.

## Palmarès

### Jeux paralympiques
| Épreuve / Édition | Sotchi 2014 | Pyeongchang 2018 | Pékin 2022 |
| ----------------- | ----------- | ---------------- | ---------- |
| Descente          | -           | DNF              | Argent     |
| Super-G           | -           | 4e               | Argent     |
| Slalom géant      | Bronze      | —                | 4e         |
| Slalom            | Argent      | Or               | Or         |
| Super combiné     | Argent      | Or               | Or         |